# Amastris arquata
Amastris arquata är en insektsart som beskrevs av Broomfield 1976. Amastris arquata ingår i släktet Amastris och familjen hornstritar. Inga underarter finns listade i Catalogue of Life.